# Borghi, Emilia-Romagna
Borghi är en ort och kommun i provinsen Forlì-Cesena i regionen Emilia-Romagna i Italien. Kommunen hade 2 884 invånare (2018).